# Hiện tượng quan sát thấy UFO ở México
Đây là danh sách các trường hợp được cho là nhìn thấy vật thể bay không xác định hoặc UFO ở México.

## 1883
- Ngày 12 tháng 8 năm 1883, nhà thiên văn học José Bonilla báo cáo rằng ông đã nhìn thấy "hơn 300 vật thể tối, không xác định giao nhau trước Mặt Trời" trong khi đang quan sát hoạt động của vết đen Mặt Trời tại Đài thiên văn Zacatecas ở México. Ông có chụp lại một số bức ảnh tấm ướt ở 1/100 lần phơi sáng thứ hai. Mặc dù sau đó người ta phát hiện ra rằng vật thể này hóa ra chỉ là đàn ngỗng bay cao, Bonilla thường được cho là người đã chụp được bức ảnh sớm nhất về "vật thể bay không xác định",[1] với một số tài liệu về UFO giải thích những bức ảnh này là tàu vũ trụ của người ngoài hành tinh hoặc một bí ẩn nào đó chưa được giải đáp.

## 1974
- Theo giới nghiên cứu UFO, người dân địa phương đã tới trình báo một vụ va chạm trên không trung giữa UFO và một máy bay nhỏ ở gần thị trấn Coyame vào ngày 25 tháng 8 năm 1974, kéo theo một cuộc điều tra và che đậy của quân đội. Tuy vậy, giới sử học nói rằng những "báo cáo về UFO" như vậy có thể được thúc đẩy từ vụ tai nạn năm 1974 và việc quân đội thu hồi mảnh vỡ của một chiếc máy bay Cessna liên quan đến buôn lậu ma túy.[2]

## 2004
- Thứ Sáu, ngày 5 tháng Ba, các phi công của Không quân México sử dụng thiết bị hồng ngoại để tìm kiếm máy bay buôn lậu ma túy tình cờ ghi lại được 11 vật thể không xác định trên phía nam Campeche. Bộ Quốc phòng México đã đưa ra một thông cáo báo chí vào ngày 12 tháng 5 kèm theo băng video cho thấy những ánh sáng chuyển động ở độ cao 11.500 feet. Nhà nghiên cứu về UFO người México Jaime Maussan giải thích đoạn băng này là "bằng chứng về sự viếng thăm của người ngoài hành tinh", nhưng nhà văn khoa học và là người theo chủ nghĩa hoài nghi Michael Shermer đã chỉ trích những lời kể của nhân chứng "rất đa dạng", nhận định, "nó trông giống như một câu chuyện của ngư dân, lớn dần lên sau mỗi lần kể lại", trong khi các chuyên gia khác cho rằng ánh sáng này rất có thể là pháo sáng cháy trên các giàn khai thác dầu ngoài khơi ở Vịnh Mexico.[3]